# Mário Sette
Mário Rodrigues Sette (Recife, 19 de abril de 1886 — 25 de março de 1950) foi um professor, jornalista, contista, cronista e romancista brasileiro. 

## Biografia
Nascido no Recife, viveu sua juventude em Santos e no Rio de Janeiro, após ficar órfão de pai aos 11 anos.
Voltou ao Recife com 15 anos, indo trabalhar na Alfândega. Trabalhou, depois, na Great Western e nas Lojas Paulista, antes de ser funcionário dos Correios.

## Atuação na imprensa
Mário Sette colaborou com seus artigos nos jornais recifenses:
- Jornal Pequeno
- A Província
- Jornal do Recife.

Colaborou, também, com a revista carioca Fon-fon.

## Atividades didáticas
Foi professor de Moral e Cívica, História do Brasil, Francês e Português nos colégios recifenses Padre Félix, Carneiro Leão e Vera Cruz.

## Acadêmico
Com o aumento de cadeiras da Academia Pernambucana de Letras, das 20 iniciais para 30, em 1921, Mário Sette foi eleito para ocupar a de número 29 em 4 de agosto de 1921, tomando posse em 4 de fevereiro de 1922.

## Livros publicados
- Ao clarão dos obuses (contos, 1914)
- Rosas e espinhos (contos, 1918)
- Senhora de engenho[nota 3] (romance, 1921)[5]
- O palanquim dourado (Editora Monteiro Lobato, 1921, romance)
- A filha de Dona Sinhá (romance, 1923)
- O vigia da casa grande (romance, 1924)
- Velhos azulejos (parábolas escolares, 1924)
- Terra pernambucana (didático, 1925)
- Instrução Moral e Cívica (1926)
- Sombra de baraúnas (contos, 1927)
- A mulher do meu amigo (novela, Editora Melhoramentos, 1933).
- João Inácio (novela, 1928)
- Contas do Terço, romance, 1928, publicado na Coleção Biblioteca das Moças, da Companhia Editora Nacional, apenas uma edição.[6]
- Brasil, minha terra! (didático, 1928)
- Seu Candinho da farmácia, pela Companhia Editora Nacional[6] (romance, 1933)
- Os Azevedos do Poço (Livraria José Olympio Editora, 1938, romance)
- Maxambombas e maracatus (crônicas, 1935)[5]
- Anquinhas de Bernardas (Martins Editora, 1940)
- Barcas de vapor (Edições Cultura, 1945)
- Arruar (crônicas, 1948)[nota 4]
- A moça do sítio de Yoyô Coelho (contos)
- Onde os avós passaram.
- Memórias íntimas.

## Traduções
- Casamento de Chiffon, de Gyp[nota 5]
- O Homem Sem Piedade (“The man without mercy”), de Concordia Merrel
- Casada por Dinheiro (“Married For Money”), de Concordia Merrel
- As Solteironas dos Chapéus Verdes (“Ces dames aux chapeaux verts”), que recebeu o Prêmio Nelly Lieutier, em 1921. Escrito por Germaine Acremant
- O Marido da Borralheira, de Dyvonne.

## Prêmios
- Prêmio da Academia Brasileira de Letras com o romance O vigia da casa grande.